# IWA世界タッグ王座 (IWA・JAPAN)
IWA世界タッグ王座（アイ・ダブリュー・エー・せかいタッグおうざ）は、I.W.A.JAPANが管理、認定していた王座。

## 歴史
1994年11月17日、I.W.A.JAPAN横浜文化体育館大会で行われた初代王座決定タッグリーグに優勝したザ・ヘッドハンターズ（ヘッドハンターA&ヘッドハンターB）が初代王者になった。
1999年、封印。
2002年4月26日、I.W.A.JAPAN後楽園ホール大会で行われた第7代王座決定タッグトーナメントに優勝した泉田純&一宮章一組が第7代王者になった。
2014年10月13日、I.W.A.JAPANの活動休止により封印。

## 歴代王者
| 歴代  | タッグチーム                                             | 戴冠回数 | 防衛回数 | 獲得日付       | 獲得場所 （対戦相手・その他）                                                     |
| ----- | -------------------------------------------------------- | -------- | -------- | -------------- | --------------------------------------------------------------------------------- |
| 初代  | ザ・ヘッドハンターズ （ヘッドハンターA&ヘッドハンターB） | 1        | 1        | 1994年11月17日 | 横浜文化体育館 荒谷信孝&ディック・スレーター                                      |
| 第2代 | エル・テハノ&シルバー・キング                            | 1        | 7        | 1995年3月3日   | 広島市東区スポーツセンター                                                        |
| 第3代 | ザ・ヘッドハンターズ （ヘッドハンターA&ヘッドハンターB） | 2        | 1        | 1995年8月20日  | 川崎球場                                                                          |
| 第4代 | トレイシー・スマザーズ&カクタス・ジャック                | 1        | 0        | 1995年9月29日  | 横浜文化体育館                                                                    |
| 第5代 | ターザン後藤&ミスター雁之助                              | 1        | 4        | 1995年10月1日  | 秋田県産業会館別館大ホール 1996年10月26日返上                                     |
| 第6代 | レザーフェイス（初代）&ジェイソン・ザ・テリブル          | 1        | 0        | 1999年11月23日 | 後楽園ホール 新山勝利&山下義也 1999年封印                                         |
| 第7代 | 泉田純&一宮章一                                          | 1        | 1        | 2002年4月26日  | 後楽園ホール 松田慶三&宇和野貴史                                                  |
| 第8代 | 松田慶三&宇和野貴史                                      | 1        | 0        | 2002年10月1日  | 国立代々木競技場第二体育館 2002年11月21日返上                                     |
| 第9代 | 三宅綾&スティーブ・ウィリアムス                          | 1        | 3        | 2003年11月30日 | 後楽園ホール 松田慶三&レザーフェイス（初代） 2004年7月21日返上 2014年10月13日封印 |